# 黑帶缰鰕虎鱼
黑带缰鰕虎鱼（学名：Amoya moloanus）為輻鰭魚綱鰕虎鱼目鰕虎鱼科缰鰕虎鱼屬的其中一種。

## 延伸阅读
- WoRMS数据：http://www.marinespecies.org/aphia.php?p=taxdetails&id=277907（页面存档备份，存于）